# Großsteingrab Deinstedt
Das Großsteingrab Deinstedt war eine megalithische Grabanlage der jungsteinzeitlichen Trichterbecherkultur bei Deinstedt im Landkreis Rotenburg (Wümme) (Niedersachsen). Es wurde im 19. Jahrhundert zerstört.

## Lage
Das Grab befand sich auf dem Feld bei Deinstedt auf einem etwa 2,5 Fuß (ca. 0,75 m) erhöhten Punkt.

## Beschreibung
Das Grab war südost-nordwestlich orientiert und besaß Ende des 19. Jahrhunderts nur noch drei in situ stehende Wandsteine. Sie hatten eine Länge von jeweils 1,47 m und ragten etwa 1 m aus dem Boden. 20 weitere Steine lagen in Unordnung einzeln oder in Gruppen umher. Die Anlage nahm eine Fläche von 12 Schritt im Quadrat ein. Der Grabtyp lässt sich nicht mehr bestimmen.
In der Nähe befanden sich noch ein einzelner Stein bzw. drei Steine, bei denen es sich vielleicht um den Rest eines zweiten Grabes gehandelt hat.